# Шаиновац (Дољевац)
Шаиновац је насеље у Србији у општини Дољевац у Нишавском округу. Према попису из 2022. било је 791 становника (према попису из 1991. било је 1039 становника). До 2008. године званичан назив насеља је био Шајиновац. По попису из 2011 године, село је имало 898 становника а по најновијим подацима, број становника 2021. године износи 839.

## Демографија
У насељу Шаиновац живи 762 пунолетна становника, а просечна старост становништва износи 45,5 година (45,6 код мушкараца и 45,3 код жена). У насељу има 254 домаћинстава, а просечан број чланова по домаћинству је 3,11.
Ово насеље је углавном насељено Србима (према попису из 2002. године), а у последња три пописа, примећен је пораст у броју становника.

## Настанак села и порекло имена
Село Шаиновац вуче корен од турске речи šahin (што у преводу са турског значи: соко, соколар). Према веровању и легенди високо изнад села, на данашњем месту и атару званом Делнице на брду Рид била је шума са огромним храстовима где су се гнездили соколови. По великим, снажним и надменим соколовима у шуми, село је пре коначног освајања од стране Турака, средином 15. века, носило назив Соколово а Турци Османлије су након покоравања области Топлице, јужног Поморавља и Корвиног града назив села вероватно променили и прилагодили свом језику, те је отуда настао назив Шаиновац.
Према другој легенди, село је добило по име по једном од синова локалног турског господара, аге Мурајди Балабан Алије. Током османске окупације село се налазило између реке Топлице и потока Дулин, на простору данашње оранице зване Селиште. Османски ага, Мурајди Алија, који је држао простор данашњег Топличког Шарлинца. Шаиновца и једног дела Дољевца и Кочана, имао је два сина, један се звао Шарлин а други Шаин. Поред њих имао је и ћерку Фатиму. Фатима се наводно заљубила у српског момка, локалног јунака Дулета. Њен отац Мурајди Алија је сазнао за њихову љубав и позвао је каурина (турски погрдни назив за Србе) да му призна шта се дешава између њих. Када му је Дуле одговорио да српски момци нису каурини већ соколови, отац баци у тамницу и Дулета и Фатиму. По том веровању је село добило назив Соколово. Један од браће, Шаин, је много волео своју сестру па је кришом ослободио из тамнице Фатиму и Дулета који су то искористили и побегли. Када је Мурајди Алија сазнао за то покупио је своје Турке и запалио село, сељаци су се разбежали или погинули у боју. Међутим Алија није никако могао да пронађе Фатиму и убрзо умире због бола за ћерком мислећи да се удавила или бацила у реку. За време свог живота је поделио своје имање и свој посед синовима, тако да је Шарлин добио атар данашњег села Топлички Шарлинац по коме је и добило име Шарлинац, а Шаин је добио атар данашњег села Топлички Шаиновац и по њему се село зове Шаиновац. По некој другој легенди прича се да је турски хан- одмаралиште, био на пољу у данашњем атару званом Пупак. То има логике јер су то плодне парцеле на данашњем путу Ниш-Прокупље, где су пронађени трагови рушевина и грнчарије, исто као и у атару Селиште. Шаин је сазнавши да је Фатима жива и да се крије код Дулета, благословио њихов брак и дозволио је да се Шаиновчани врате и населе село на место где и данас постоји. Захвални сељаци дадоше име селу по Шаину- Шаиновац а место где је раније било- назваше Селиште. Постоје две легенде о имену потока Дулин који протиче кроз Шаиновац и кроз села Бадњевац и Доње и Горње Црнатово у општини Житорађа. Прва је да су му Шаиновчани дали назив по Дулету, Фатимином љубавнику а друга је да је добио име по једном од синова Ђорђије, Вељковог, оца, родоначелника једне од најбројнијих породица у селу, Вељковић, кога су Турци у једној борби ухватили и бацили у набујали поток. Сељаци су у његово име и знак сећања дали назив потоку Дулин и направили чесму коју су назвали Дулина чесма која је данас срушена али вода и даље извире на том месту. Легенда каже да је ту укопано благо које су ловци на благо са мапама тражили све до дана данашњег.

## Знаменитости
Највећа историјска знаменитост и историјски споменик Шаиновца је стара чесма у атару шуме који се назива Дрењак или Стари виногради (стара лојза). Чесма је одлично очувана, саграђена је 1927 године, мајстор је Живко Радисављевић што јасно стоји уклесано на чесми. Финансирање изградње ове чесме и осталих сличних споменика у то доба у овом региону извршио је министар здравља у Краљевини Срба, Хрвата и Словенаца, Прокупчанин, Др Алекса Савић.
Село нема своју цркву, припада под Кочанском парохијом али има три записа, од којих је нажалост сачуван само један, на коме се сваке године првог петка који пада након празника Духови,врши православни верски обред са свештеником а цело село тада слави сеоску славу, такозване литије. На брду Рид изнад села поред осматрачнице, постоји велико старо храстово дрво у облику латиничног слова Y, које се јасно види из околних места и котлина већих градова, Ниша и Лесковца а за које се такође сматра да је стари запис из турског доба.
Село има Дом културе који је изграђен 70-их година прошлог века са великом салом где су се некада одржавале школске приредбе, биоскопске пројекције и разне друге културно-уметничке, спортске и фолклорне манифестације. Здравствена амбуланта постоји у оквиру Дома Културе али последњих десетак година због немарности није у функцији. На згради Дома Културе налази се спомен плоча палим борцима и мештанима села у ратовима 1912-1918 и 1941-1945, коју је у знак сећања подигао месни одбор СУБНОР-а, 1979. године. Поред зграде Дома Култура налазе се телефонска и трафо станица.
У селу постоји Фудбалски клуб 10. Фебруар Шаиновац, који се тренутно такмичи у Општинској лиги Дољевац. Основан је 1947. године, своје највеће успехе је остварио током 60-их и 70-их година прошлог века али је нажалост угашен 2002. године. Године 2016. млади спортисти Шаиновца су обновили постојање фудбалског клуба под истим именом. За најмлађе мештане села постоји секција фолклора у овиру КУД Троречје из Кочана, где деца уче да играју фолклор и представљају своје село на културним манифестацијама која се одржавају у региону.
Село има школско игралиште где се окупљају млади са бетонским тереном за мали фудбал и кошарку, терен за одбојку, вратила за физичко вежбање и забавиште са справама за мању децу. На школском игралишту се у прошлости одржавао један од најјачих турнира у малом фудбалу у овом делу Србије.
Село је до пре десетак година имало три кафића и две дискотеке, те је било врло популарно за ноћне изласке младих нарочито са стране из околних села, међутим то данас више није случај.
Село има своју железничку станицу на прузи Ниш-Прокупље. Поред пруге и самог потока Дулин налази се стари бункер из Другог светског рата који су саградили Бугари и Немци којима је служио као утврђење за борбу против саботажа партизанских и четничких јединица на прузи. Након завршетка рата ту је била прва четворогодишња основна школа а касније је она укинута па су ђаци похађали наставу и више разреде у Кочану и Пуковцу. Данас ђаци од петог до осмог разреда наставу похађају у основној школи у Дољевцу. Данашња стара основна школа "Вук С. Караџић" је била у функцији све до 2001. године, када је изграђена нова, која се и данас користи. Има две велике учионице за основце и учионицу за предшколце.
На реци Топлици се налази стара млинска воденица која последњих тридесетак година није у функцији и налази се у руинираном стању.
Људи у Шаиновцу се данас претежно баве земљорадњом, нарочито повртарством и узгојем житарица а поприлично је заступљено виноградарство и воћарство. Сточарство је у великом опадању и на рубу егзистенције. У блиској прошлости већина житеља се због добрих цена организованог откупа бавила садњом и продајом дувана и краставца.
Најбројније фамилије у селу су Стефановићи, Стевановићи, Митићи, Вељковићи, Стојковићи, Стаменковићи, Јанковићи, Цекићи, Стојановићи, Јовановићи, Перићи, Станковићи, Павловићи, Ђорђевићи, Миленковићи.

## Занимљивости
Неке од сцена југословенског ратног партизанског филма редитеља Здравка Велимировића, Двобој за Јужну пругу (1978), су снимане у Шаиновцу, и то у бункеру поред пруге као и сцена поред пружног надвожњака када глумци Душан Војновић и Миодраг Крстовић дижу пружни мост у ваздух.
|  |

| Демографија | Демографија | Демографија |
| Година      | Становника  | Становника  |
| ----------- | ----------- | ----------- |
| 1948.       | 843         |             |
| 1953.       | 898         |             |
| 1961.       | 956         |             |
| 1971.       | 993         |             |
| 1981.       | 1.017       |             |
| 1991.       | 1.039       | 1.004       |
| 2002.       | 955         | 970         |
| 2011.       | 898         |             |
| 2022.       | 791         |             |

| Етнички састав према попису из 2002.‍ | Етнички састав према попису из 2002.‍ | Етнички састав према попису из 2002.‍ | Етнички састав према попису из 2002.‍ | Етнички састав према попису из 2002.‍ |
| ------------------------------------ | ------------------------------------ | ------------------------------------ | ------------------------------------ | ------------------------------------ |
|                                      |                                      |                                      |                                      |                                      |
| Срби                                 | Срби                                 |                                      | 849                                  | 88,90%                               |
| Роми                                 | Роми                                 |                                      | 100                                  | 10,47%                               |
| Хрвати                               | Хрвати                               |                                      | 1                                    | 0,10%                                |
| Румуни                               | Румуни                               |                                      | 1                                    | 0,10%                                |
| Југословени                          | Југословени                          |                                      | 1                                    | 0,10%                                |
| непознато                            | непознато                            |                                      | 3                                    | 0,31%                                |

| Година пописа     | 1948. | 1953. | 1961. | 1971. | 1981. | 1991. | 2002. |
| ----------------- | ----- | ----- | ----- | ----- | ----- | ----- | ----- |
| Број домаћинстава | 116   | 133   | 179   | 217   | 240   | 252   | 248   |

| Број чланова      | 1  | 2  | 3  | 4  | 5  | 6  | 7  | 8 | 9 | 10 и више | Просек |
| ----------------- | -- | -- | -- | -- | -- | -- | -- | - | - | --------- | ------ |
| Број домаћинстава | 22 | 48 | 47 | 45 | 31 | 35 | 12 | 7 | 0 | 1         | 3,85   |

| Пол    | Укупно | Неожењен/Неудата | Ожењен/Удата | Удовац/Удовица | Разведен/Разведена | Непознато |
| ------ | ------ | ---------------- | ------------ | -------------- | ------------------ | --------- |
| Мушки  | 412    | 93               | 286          | 27             | 5                  | 1         |
| Женски | 389    | 53               | 283          | 43             | 10                 | 0         |
| УКУПНО | 801    | 146              | 569          | 70             | 15                 | 1         |

| Пол    | Укупно                    | Пољопривреда, лов и шумарство | Рибарство                            | Вађење руде и камена | Прерађивачка индустрија       |
| ------ | ------------------------- | ----------------------------- | ------------------------------------ | -------------------- | ----------------------------- |
| Мушки  | 198                       | 9                             | 0                                    | 3                    | 59                            |
| Женски | 56                        | 10                            | 0                                    | 0                    | 14                            |
| УКУПНО | 254                       | 19                            | 0                                    | 3                    | 73                            |
| Пол    | Производња и снабдевање   | Грађевинарство                | Трговина                             | Хотели и ресторани   | Саобраћај, складиштење и везе |
| Мушки  | 0                         | 42                            | 12                                   | 1                    | 22                            |
| Женски | 0                         | 3                             | 14                                   | 3                    | 1                             |
| УКУПНО | 0                         | 45                            | 26                                   | 4                    | 23                            |
| Пол    | Финансијско посредовање   | Некретнине                    | Државна управа и одбрана             | Образовање           | Здравствени и социјални рад   |
| Мушки  | 0                         | 4                             | 23                                   | 6                    | 5                             |
| Женски | 0                         | 0                             | 1                                    | 3                    | 7                             |
| УКУПНО | 0                         | 4                             | 24                                   | 9                    | 12                            |
| Пол    | Остале услужне активности | Приватна домаћинства          | Екстериторијалне организације и тела | Непознато            | Непознато                     |
| Мушки  | 3                         | 0                             | 0                                    | 9                    | 9                             |
| Женски | 0                         | 0                             | 0                                    | 0                    | 0                             |
| УКУПНО | 3                         | 0                             | 0                                    | 9                    | 9                             |